# 五ヶ瀬町立三ヶ所小学校
五ヶ瀬町立三ヶ所小学校（ごかせちょうりつ さんがしょしょうがっこう）は、宮崎県西臼杵郡五ヶ瀬町にある公立の小学校。略称は「三小（さんしょう）」。

## 概要
歴史
1875年（明治8年）創立の「三ヶ所小学校」を前身とする。数回の改組・改称を経て、現校名となったのは1956年（昭和31年）。2025年（令和7年）には創立150周年を迎える。
校章
1956年（昭和31年）、創立80周年記念事業の一環として制定。三ヶ所の鏡山の中心に八咫鏡を配し、三方には五ヶ瀬の特産物である茶の葉があしらわれている。
校歌
1956年（昭和31年）に、校章とともに、創立80周年記念事業の一環として制定。作詞は佐伯英雄、作曲は緒方廣一による。歌詞は3番まであり、各番の歌詞中に校名の「三ヶ所小学校」が登場する。
通学区域
大字三ヶ所（坂本地区を除く）。中学校区は五ヶ瀬町立五ヶ瀬中学校（旧・五ヶ瀬町立三ヶ所中学校）。
在籍児童数・学級数・職員数
（2024年（令和6年）4月時点）
- 児童数 - 50名
- 学級数 - 5学級（1～4年は単式、5・6年は複式）
- 職員数 - 13名

## 沿革
- 1875年（明治8年） - 兼ヶ瀬にあった戸長役場付属家屋を校舎とし、「三ヶ所小学校」が創立。
- 1879年（明治12年）8月 - 通学に不便なため、宮野原に移転。原田武彦邸を校舎とする。
- 1881年（明治14年）
  - 2月 - 赤谷に移転し、「赤谷小学校」に改称。
  - 3月20日 - 坂本方面に坂本小学校が分離・独立。
- 1885年（明治18年）2月 - 学校区画改正により、「三ヶ所小学校」と改称。
- 1887年（明治20年）- 小学校令施行により、「簡易三ヶ所小学校」に改称。
- 1888年（明治21年）6月 - 三ヶ所原野を開墾し移転。
- 1889年（明治22年）5月1日 - 町村制施行により、西臼杵郡2村（桑野内、三ヶ所）が合併の上「三ヶ所村」が発足。
- 1892年（明治25年）9月 - 「三ヶ所尋常小学校」（尋常科4年）と改称。
- 1902年（明治35年）6月 - 午前11時に給湯室より出火し校舎を焼失。廻淵天神神社等に仮校舎を設置。
- 1905年（明治38年）
  - 10月 - 三ヶ所滝下に校舎を新築。
  - 12月 - 高等科（2年制）を併設の上、「三ヶ所尋常高等小学校」（尋常科4年・高等科2年）に改称。
- 1907年（明治40年）5月 - 高等科において唱歌・裁縫・手工・図画科を加設。
- 1908年（明治41年）4月 - 改正小学校により、尋常科（義務教育年限）が4年制から6年制に改められる。これにより、旧高等科1年を尋常科5年に、旧高等科2年を尋常科6年に改める。高等科が廃止されたため、「三ヶ所尋常小学校」（尋常科6年）に改称。
- 1909年（明治42年）10月 - 前年の義務教育年限の延長により、就学児童数が増加したため、校舎を増築。
- 1913年（大正2年）3月 - 高等科（3年制）を併置の上、「三ヶ所尋常高等小学校」（尋常科6年・高等科3年）に改称。手工科を農業科に変更。
- 1929年（昭和4年）5月 - 校舎を2階建てに改築。
- 1936年（昭和11年）1月 - 後援会が発足。水道施設が完成。
- 1937年（昭和12年）8月 - 学校林を植樹。
- 1941年（昭和16年）4月1日 - 国民学校令施行により、「三ヶ所村三ヶ所国民学校」に改称。尋常科を初等科に改める。
- 1942年（昭和17年）5月 - 西校舎が火災により焼失。これにより分散授業を余儀なくされる。
- 1946年（昭和21年）5月 - 現在地に校舎を新築。戦後間もない物資不足のため、金釘でなく竹釘を使用。
- 1947年（昭和22年）- 学制改革が行われる（六・三制の実施）。
  - 4月1日 - 国民学校初等科が、新制小学校「三ヶ所村立三ヶ所小学校」に改組・改称。
  - 5月8日 - 国民学校高等科は、青年学校普通科とともに、新制中学校「三ヶ所村立三ヶ所中学校」に改組・改称。当初、小学校に併設される。
- 1953年（昭和28年）10月 - コンクリート製の校門門柱が完成。
- 1954年（昭和29年）10月 - 運動場石垣工事を実施の上、観客席を補修。
- 1956年（昭和31年）
  - 8月1日 - 西臼杵郡2村（鞍岡・三ヶ所）が合併し、五ヶ瀬町が発足。これにより、「五ヶ瀬町立三ヶ所小学校」（現校名）に改称。
  - 12月 -創立80周年を記念して、校歌･校章を制定する。
- 1959年（昭和34年）2月 - 講堂が完成。ミルク給食を開始。
- 1961年（昭和36年）5月 - 完全給食を開始。
- 1969年（昭和44年） - 学校茶園を造成。
- 1971年（昭和46年）8月 - 南側斜面にツツジ園を造成、観察池・飼育舎が完成。
- 1972年（昭和47年）
  - 4月 - 野鳥の森が完成。
  - 9月 - 岩石園、水生植物園、観察池が完成。
- 1973年（昭和48年）5月 - 運動場全面に芝を植える。修学旅行が南九州1周となる。
- 1976年（昭和51年）
  - 5月 - 鉄筋コンクリート造3階建ての新校舎が完成。
  - 8月 - プールが完成。
  - 10月 - 創立100周年記念式典を挙行。
- 1983年（昭和58年）1月 - 体育館が完成。
- 1989年（平成元年）
  - 6月 - しょうぶ園が完成
  - 11月 - アスレチック施設が完成。
- 1991年（平成3年）9月 -運動場改修工事。
- 2001年（平成13年）8月 - 宇久町立宇久小学校・宇久町立神浦小学校（長崎県北松浦郡宇久町, 現・佐世保市）と交流。
- 2002年（平成14年）
  - 8月 - 新得町立新得小学校（北海道 新得町）と交流。
  - この年 - 佐土原町立那珂小学校（宮崎郡佐土原町, 現・宮崎市）と交流。
- 2003年（平成15年）
  - 6月 - 韓国理解講座を実施。
  - 10月 - 地域植樹祭を開催。
- 2007年（平成19年）4月 -「五ヶ瀬教育ビジョン」を開始。ホームページを開設。
- 2008年（平成20年）5月 -「G授業」を開始。
- 2009年（平成21年）
  - 4月 - 特別支援教員、理科特別支援教員を配置。
  - この年 - 黄埔小学校（中国 広州市）と交流。三ヶ所小学校キャラクター「ペロリくん」が誕生。
- 2010年（平成22年）- 校舎耐震改修工事が完了（工事中、五ヶ瀬町立坂本小学校で授業を行う）。三小キャラクター「すこやかちゃん」「としょ子さん」が誕生。
- 2011年（平成23年）- 通級指導教室「しゃくなげ」を開設。

## 部活動
- バレーボール（女）
- バレーボール（男）
- ソフトボール
- 剣道
- サッカー - 鞍岡地区の少年団に通っている。

## 交通
最寄りのバス停留所
- 宮崎交通 「赤谷」バス停留所

最寄りの幹線道路
- 国道218号
- 大分県道・熊本県道・宮崎県道8号竹田五ヶ瀬線

## 周辺
- 五ヶ瀬町立五ヶ瀬中学校（旧・五ヶ瀬町立三ヶ所中学校）
- 五ヶ瀬町役場
- 五ヶ瀬町 町民センター
- 五ヶ瀬町社会福祉協議会
- 五ヶ瀬町商工会
- 高千穂警察署 五ヶ瀬警察官駐在所
- 五ヶ瀬町国民健康保険病院
- 五ヶ瀬郵便局
- 三ヶ所川

## 参考資料
- 「五ヶ瀬町史 続編」（2023年（令和5年）3月31日発行, 五ヶ瀬町）p.507～p.510